# Арнсвальдский договор
Арнсвальдский договор (нем. Vertrag von Arnswalde) — юридический документ, подписанный 1 апреля 1269 года в местечке Арнсвальде Новой марки (в настоящее время город Хощно, Польша) князем Гданьского Поморья Мстивоем II и тремя Бранденбургскими маркграфами из рода Асканиев: Иоганном II, Оттоном IV и Конрадом I. Согласно этому соглашению, Мстивой в обмен на финансовую и политическую поддержку Бранденбурга передал маркграфам некоторые из своих владений (иными словами — принёс вассальную присягу).

## Предпосылки
После смерти в 1266 году князя Гданьского Поморья Святополка II Великого его старший сын Мстивой II стал правителем удельного княжества Свеце, а младший — Вартислав II стал князем Гданьским. Когда между братьями вспыхнула междоусобная борьба за власть в Гданьском Поморье, Мстивой решил заключить союз с маркграфами Бранденбурга, сыновьями Иоганна I из рода Асканиев, поскольку за Вартиславом было явное превосходство.

## Итог
Заключение договора спровоцировало восстание знатных рыцарей Свеце, которые были против бранденбургцев. В надежде сместить Мстивоя этой ситуацией воспользовались его брат Вартислав и дядя Самбор II, заключившие союз с восставшими (однако, Вартислав умер в 1270 году, а Самбор потерпел поражение от польского князя Болеслава Набожного).